# D.Va
D.Va is een personage uit het computerspel Overwatch en gerelateerde animaties en literaire media. Ze verschijnt ook als een speelbaar personage in de crossover-titel Heroes of the Storm van Blizzard en als gameplay omroeper in StarCraft II: Legacy of the Void. In de Engelse versie wordt haar stem ingesproken door Charlet Chung.
In Overwatch is D.Va een professionele e-sportsgamergamer genaamd Hana Song (Herziene Koreaanse Romanisatie: Song Ha-na) (송하나) uit Busan, Zuid-Korea. In het Overwatch-verhaal werden zij en andere gamers aangeworven door de Mobile Exo-Force of the Korean Army (MEKA) van de Koreaanse regering om de robotachtige Omnic-opstand te onderdrukken en hun vaardigheden in het spelen van videogames te vertalen naar het beheersen van bewapende mech pakken. Binnen de game is D.Va een Tank-personage dat in staat is om een stroom schade aan te richten en inkomende aanvallen voor een korte tijd teniet te doen. Als het pak van D.Va wordt vernietigd, kan ze het uitwerpen en lang genoeg in leven blijven om een nieuw pak in te roepen. Haar ultieme vermogen stelt haar in staat haar pak zelf tot ontploffing te brengen en zware schade aan te richten aan alle vijanden in de gezichtslijn, voldoende om de meeste personages in één klap te elimineren.
D.Va werd goed ontvangen door critici en spelers en ze werd gezien als een positief vrouwelijk model voor jongere gamers.

## Ontwikkeling en ontwerp
D.Va werd voor het eerst aangekondigd in oktober 2015 op BlizzCon; samen met Genji en Mei was ze een van de laatste helden die in Overwatch waren geïntroduceerd voorafgaand aan de officiële release. Stemactrice Charlet Chung verzorgt zowel de Engelse stem voor D.Va als haar Koreaanse dialoog. D.Va is ontworpen als een tankpersonage dat in de strijd een roze exoskelet mech-pak gebruikt. D.Va is mobiel voor een tankpersonage en is ook ontworpen als 'verkenner'.
Een van de initiële concepten was die van een held die een mech bestuurde, met zowel de mech zelf en de piloot te voet als onderdeel van de vaardigheden; uiteindelijk besloten ze dat de piloot zich uit de mech kon werpen bij kritieke schade en dan onbeschermd daarbuiten kon vechten. D.Va en de mech zijn ontworpen door kunstenaar Arnold Tsang die geïnspireerd was door mechs in anime en manga. Aanvankelijk hadden ze een op katten gebaseerd thema op de verschillende stickers en illustraties op de mech zelf, maar dit werd later veranderd in een konijn, omdat ze dachten dat de korte-afstands-booster-raketten het deden lijken alsof de mech sprong als een konijn.
Kort na de release van de game werd D.Va opgemerkt vanwege haar lage schade-output; de hoofdontwerper van de game, Geoff Goodman, bevestigde dat "D.Va's schade zeker aan de onderkant is, net zoals bij Winston. Ze zijn op dezelfde manier om dezelfde reden: ze zijn allebei erg mobiel en moeilijk te doden." D.Va werd ook opgemerkt dat ze meer schade opliep dan andere tankpersonages wanneer ze tegenover meerdere tegenstanders in de game stond vanwege haar gebrek aan een schild. Goodman schreef dit samen met haar lage schade-output toe aan het karakterevenwicht dat is ontwikkeld in Overwatch- ontwikkelaars, en verklaarde: "elk personage in de game heeft sterke en zwakke punten, het maakt deel uit van wat het teamspel goed laat werken." Goodman onthulde dat D.Va in het begin in haar ontwikkeling meer schade kon aanrichten, maar dat deze schade-output werd verlaagd omdat "de manier waarop het gebeurde is dat ze in iemands gezicht zou vliegen, hen zou vernietigen en weg zou vliegen. Er was weinig dat die persoon kon doen vanwege [haar] mobiliteit. "Ondanks dat hij het eens was met feedback die D.Va onderkrachtigd noemde, zei Goodman dat verbeteringen aan het personage 'waarschijnlijk niet de vorm aannemen van het aanzienlijk verhogen van haar schade-output', eraan toevoegend dat 'het doel is dat ze een levensvatbare agressieve initiatietank moet zijn, net als Winston kan zijn. " De discussie over het polijsten van D.Va kwam op hetzelfde moment als een discussie over het nerfing van het personage McCree, waarvan bekend was dat het tankpersonages te snel elimineerde; gamedirecteur Jeff Kaplan legde uit dat D.Va's buffs er langer over zouden doen om zich te ontwikkelen en te implementeren. Kaplan gaf echter wel aan dat het ontwikkelingsteam verbeteringen in haar schadeoutput en overlevingsvermogen zou onderzoeken, hoewel het alleen 'waarschijnlijk de ene of de andere richting zou kiezen'. Uiteindelijk werd haar ultieme vaardigheid gebufferd, waarbij de kosten en explosievertraging werden verminderd, naast het verwijderen van de mogelijkheid voor de activerende speler om te worden gedood door hun eigen ultieme vaardigheid. Haar "Defense Matrix"-vermogen werd ook gewijzigd om naar believen aan en uit te worden geschakeld met een resource-meter, in plaats van een mogelijkheid voor eenmalig gebruik met een cooldown.
In augustus 2017 was Blizzard van plan om, als reactie op hun observaties van de meta-game, wijzigingen in D.Va aan te brengen om te worden getest in de Public Test Realm (PTR)-server en geëvalueerd voor volledige release. De ontwikkelaars ontdekten namelijk dat D.Va vaker werd gebruikt om schade op te vangen via haar Defense Matrix en niet aanstootgevend werd gespeeld. De vernieuwde vaardighedenkit zou de energie-uitputting van de Defense matrix verhogen, waardoor de gebruikstijd effectief met de helft zou worden verkort, maar zou haar in staat stellen haar hoofdwapen te gebruiken tijdens het stimuleren. De update heeft ook een nieuwe Micro-Missiles mogelijkheid toegevoegd die een aantal kleine raketten lanceert die schade veroorzaken in een klein gebied bij impact. Kaplan zei dat het algemene doel van de vaardigheden van D.Va was om "haar afhankelijkheid van Defensiematrix te verminderen en haar leuker te maken om te spelen", en benadrukte dat de veranderingen niet bedoeld waren om D.Va in het algemeen te bepalen. Deze wijzigingen zijn voor alle spelers toegevoegd in een patch van september 2017.
Blizzard beschouwt D.Va als het moeilijkste personage dat ze moeten ontwikkelen bij het toevoegen van nieuwe spelmodi of andere functies; zoals beschreven door assistent-directeur Aaron Keller, "ze breekt alles" vanwege twee verschillende vormen die ze moeten verklaren.

## Gameplay
D.Va heeft een tankrol in Overwatch ; ze is geschikt in haar mech die is uitgerust met twee Fusion-kanonnen die niet hoeven te worden herladen. De Fusion Cannons richten aanzienlijke schade aan op korte afstand, maar vertragen bijgevolg haar mobiliteit. D.Va is ook uitgerust met Boosters en een Defense Matrix; de Boosters verplaatsen haar snel in de richting van de richting waar de speler kijkt, waardoor mogelijk korte periodes van vlucht mogelijk zijn, en bovendien licht beschadigende en terugslaande vijanden die met haar in aanraking komen tijdens het boosten. D.Va's Verdedigingsmatrix absorbeert binnenkomende vijandelijke projectielen die op haar afkomen. Ze kan ook een salvo Micro-raketten afvuren die een klein gebied van spatschade hebben bij een botsing.
Zodra haar mech-pak zonder hitpoints (HP) raakt, schiet D.Va eruit, uitgerust met alleen een licht pistool. Hoewel ze kwetsbaarder is buiten de mech, is ze een aanzienlijk kleiner en beter manoeuvreerbaar doelwit in deze staat. D.Va kan ook uit haar mech-pak werpen als onderdeel van haar ultieme zelfvernietigingsvermogen, waardoor haar mech-pak explodeert en een enorm gebied met effectschade kort na het uitwerpen veroorzaakt. Zodra de mech ontploft, kan D.Va haar tweede ultieme vaardigheid gebruiken, Call Mech, waarmee ze eenvoudig weer in haar mech kan passen. Dit kan direct na het gebruik van de zelfvernietiging worden gedaan, maar heeft anders een afkoelperiode die kan worden versneld door tegenstanders al bewegend te beschadigen.

## Verschijningen

### Overwatch
In het verhaal van Overwatch is D.Va Hana Song, een 19-jarige voormalige professionele gamer die haar gamertag "D.Va" volgt. D.Va stond erom bekend op nummer 16 de nummer 1 StarCraft II speler ter wereld te worden en een ongeslagen record te behouden voorafgaand aan haar pensioen uit gaming om haar thuisland te verdedigen. Tijdens het in-universum Omnic Crisis-evenement rees een omnic monster op uit de Oost-Chinese Zee en verwoestte kuststeden, waaronder die in Zuid-Korea en zijn buren. De Zuid-Koreaanse regering ontwikkelde de Mobile Exo-Force van het Koreaanse leger (MEKA), een mobiele gepantserde drone-eenheid om het omnic monster te bestrijden, hoewel elke strijd resulteerde in een patstelling. De omnic bleef zich aanpassen aan de drone-netwerken van het MEKA en keerde zich tegen de Koreanen. De Zuid-Koreaanse regering worstelde met het vinden van piloten voor nieuwe mechs, wendde zich uiteindelijk tot de professionele gamers van het land en dacht de nodige reflexen en instincten te hebben om de geavanceerde wapens van de mech-pakken effectief te bedienen. D.Va, gevestigd in Busan, was een van de professionele gamers van de Zuid-Koreaanse regering. Ze staat bekend als onbevreesd in de strijd tegen de omnics en zou een wereldwijde aanhang ontwikkelen terwijl ze live haar gevechtsontmoetingen begon te streamen. Binnen MEKA wordt D.Va ondersteund door Dae-hyun, een monteur en D.Va's jeugdvriend, en neemt bevelen aan van Myung, de bevelvoerend officier van de MEKA.
D.Va's verhaal is de focus van de geanimeerde kort film "Shooting Star", uitgebracht in augustus 2018, samenvallend met een nieuwe controlekaart op basis van Busan. De korte film toont de oorsprong van het zelfvernietigingsvermogen van D.Va, gedwongen om het te gebruiken om een golf van aanvallende Omnics af te weren om Busan te beschermen.

### Heroes of the Storm
D.Va is toegevoegd aan de selectie van helden voor Blizzards crossover multiplayer online battle arena-game, Heroes of the Storm, in versie 2.0 van die game-update uitgebracht in mei 2017. Ze was het vijfde Overwatch- personage dat aan dat spel werd toegevoegd. Bovendien, degenen die Heroes of the Storm speelde tijdens de "Nexus Challenge 2.0" - Heroes ' 2.0 launch event - ontvangen cosmetica voor het karakter van D.Va in Overwatch. D.va maakte haar eerste optreden voor Heroes of the Storm in de Hanamura Showdown, een niet-canon filmische trailer voor Heroes 2.0-update, in april 2017.
Terwijl Overwatch haar als wereldkampioen StarCraft II- speler aankondigt, werd D.Va toegevoegd als gameplay-omroeper voor StarCraft II: Legacy of the Void, oorspronkelijk als onderdeel van een geschenkbundel, inclusief omroeper en spelerportretfuncties voor bezoekers van BlizzCon 2016.

## Ontvangst
D.Va is positief ontvangen door de gemeenschap van het spel. Kotaku meldde dat de fans van de game een meme van het personage creëerden; de meme, genaamd "Gremlin D.Va" is voorzien van vaak chibi-achtige fan art van het personage, waarin D.Va wordt afgeschilderd als een "engelachtig" versie van zichzelf overgeeft aan gamer stereotypen, zoals het eten van Doritos en het drinken Mountain Dew. Een Overwatch- patch van augustus 2016 bevatte een nieuwe emote voor D.Va waarin ze in haar mech zit een shoot 'em up-game te spelen terwijl ze chips eet en een frisdrank drinkt, verwijzend naar de Gremlin D.Va-meme. Hoofdheld-ontwerper Geoff Goodman verklaarde: "we love Gremlin D.Va", wanneer hij het heeft over de favoriete interpretatie van personages door Blizzard.
In termen van de kritische receptie, Tech Insider ' Steve Kovach noemde D.Va zijn favoriete personage. Kotaku ' Kirk Hamilton positief ontvangen de buff ontving ze in juli 2016 schriftelijk mededelen dat het 'getransformeerde haar in de hoge vliegende terreur Ik heb altijd wilde dat ze zijn.'
In Zuid-Korea is D.Va gebruikt als vertegenwoordiger van de National D.Va Association, later omgedoopt tot FAMERZ, een groep Zuid-Koreaanse Overwatch- spelers die vrouwen en LGBTQ-rechten ondersteunen, die werd opgericht om te protesteren tegen de voormalige Zuid-Koreaanse president Park Geun-hye. Ze kozen D.Va om hen te vertegenwoordigen, zowel vanwege haar Zuid-Koreaanse nationaliteit, als in het licht van valse beschuldigingen tegen Geguri, een vrouwelijke Overwatch- speler die Blizzard opruimde. Met D.Va benadrukt dat vrouwen even goed kunnen zijn in videogames als mannen, vanwege haar professionele eSports-spelersstatus in het universum, gebruikt de groep zowel afbeeldingen van D.Va als haar roze konijnenlogo als onderdeel van hun demonstratiemateriaal. Een deel van dit demonstratiemateriaal verscheen tijdens de internationale berichtgeving van de Women's March 2017 in januari 2017. Sommige van de cosmetische skins voor D.Va zijn bekritiseerd door FAMERZ, met name haar "Academy"-huid gebaseerd op een Japans schooluniform dat de periode van D.Va op school vertegenwoordigde, en de "Black Cat"-huid die was gebaseerd op meidencafé-outfits. Beide outfits seksualiseren het personage en projecteerden te veel mannelijk verlangen op een personage dat anders goed vertegenwoordigd vrouwen in Korea, volgens FAMERZ. FAMERZ uitte ook de bezorgdheid dat de skins waren gebaseerd op Japanse stijloutfits en daarmee D.Va representatief leek te maken voor alle Aziatische vrouwen, in plaats van alleen de Koreaanse facetten van de achtergrond van D.Va te vieren.